# Herminia acrosema
Herminia acrosema là một loài bướm đêm trong họ Noctuidae.